# Berlesezetes kingi
Berlesezetes kingi är en kvalsterart som beskrevs av Bayoumi och Al-Khalifa 1986. Berlesezetes kingi ingår i släktet Berlesezetes och familjen Microzetidae. Inga underarter finns listade.